# Chromis struhsakeri
Chromis struhsakeri är en fiskart som beskrevs av Randall och Swerdloff, 1973. Chromis struhsakeri ingår i släktet Chromis och familjen Pomacentridae. Inga underarter finns listade i Catalogue of Life.